# Balto

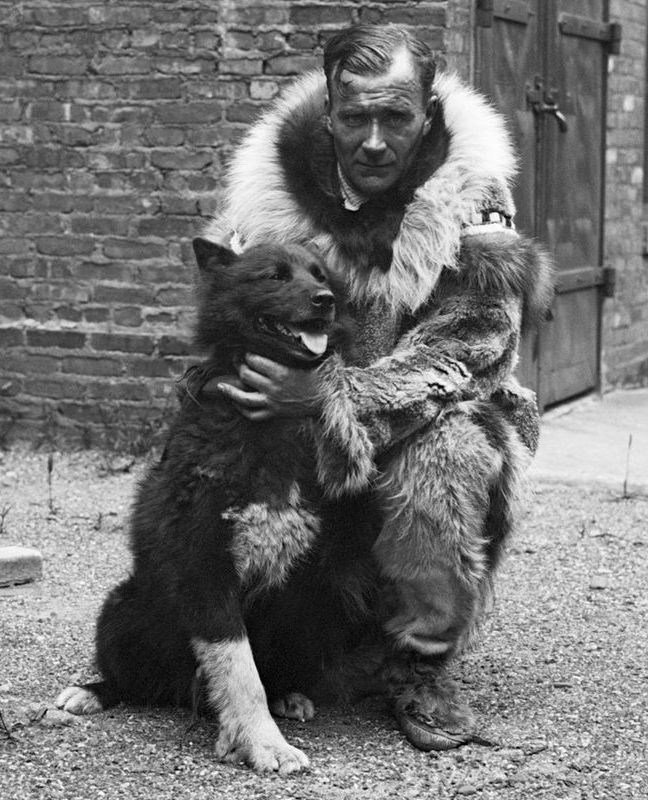
Gunnar Kaasen mit Balto; um 1925

Balto (* um 1919; † 14. März 1933) war ein Schlittenhund, der als Leithund des letzten Schlittenhundegespanns im Serum Run to Nome 1925 weltberühmt wurde. Balto war der Leithund des Gespanns von Gunnar Kaasen (1882–1960), der die letzte Etappe der Stafette von Nenana nach Nome, Alaska, absolvierte.

## Diphtherieepidemie in Nome
Im Januar 1925 war im kleinen Ort Nome im Westen von Alaska die Diphtherie ausgebrochen. Die vorwiegend indigene Bevölkerung hatte keinerlei Antikörper gegen diese Krankheit gebildet und war daher ernsthaft bedroht. Innerhalb kürzester Zeit waren bereits mehrere Kinder der Krankheit zum Opfer gefallen.
Das Serum, das die Krankheit aufhalten sollte, befand sich in Anchorage, fast 1000 Meilen (1609 km) entfernt. Da es keine Straßen nach Nome gab und die wenigen Flugzeuge bei Dunkelheit und schlechtem Wetter nicht fliegen konnten, entschied man sich für eine Schlittenhundestafette.
Insgesamt beteiligten sich 20 Musher mit ihren Gespannen an der Stafette, die das Serum so schnell wie möglich nach Nome bringen sollte. Das Wetter war äußerst schlecht, die Teams hatten mit Temperaturen von −23 °F (−31 °C) und starken Winden zu kämpfen. Rundfunkstationen rund um die Welt berichteten permanent vom Fortschritt der Stafette – die Telegrafen funktionierten einwandfrei.
Gunnar Kaasen war mit seinem Team als vorletzter eingeplant, hatte aber Solomon wegen des schlechten Wetters – Kaasen sagte später, er hätte kaum die Hand vor Augen gesehen – verpasst und fuhr direkt nach Nome weiter, ohne Ed Rohn zu suchen, der eigentlich die letzte Etappe in Angriff hätte nehmen sollen. Am 2. Februar 1925, um 5:30 morgens erreichte Balto die Front Street von Nome, Alaska.

## Nachwirkung

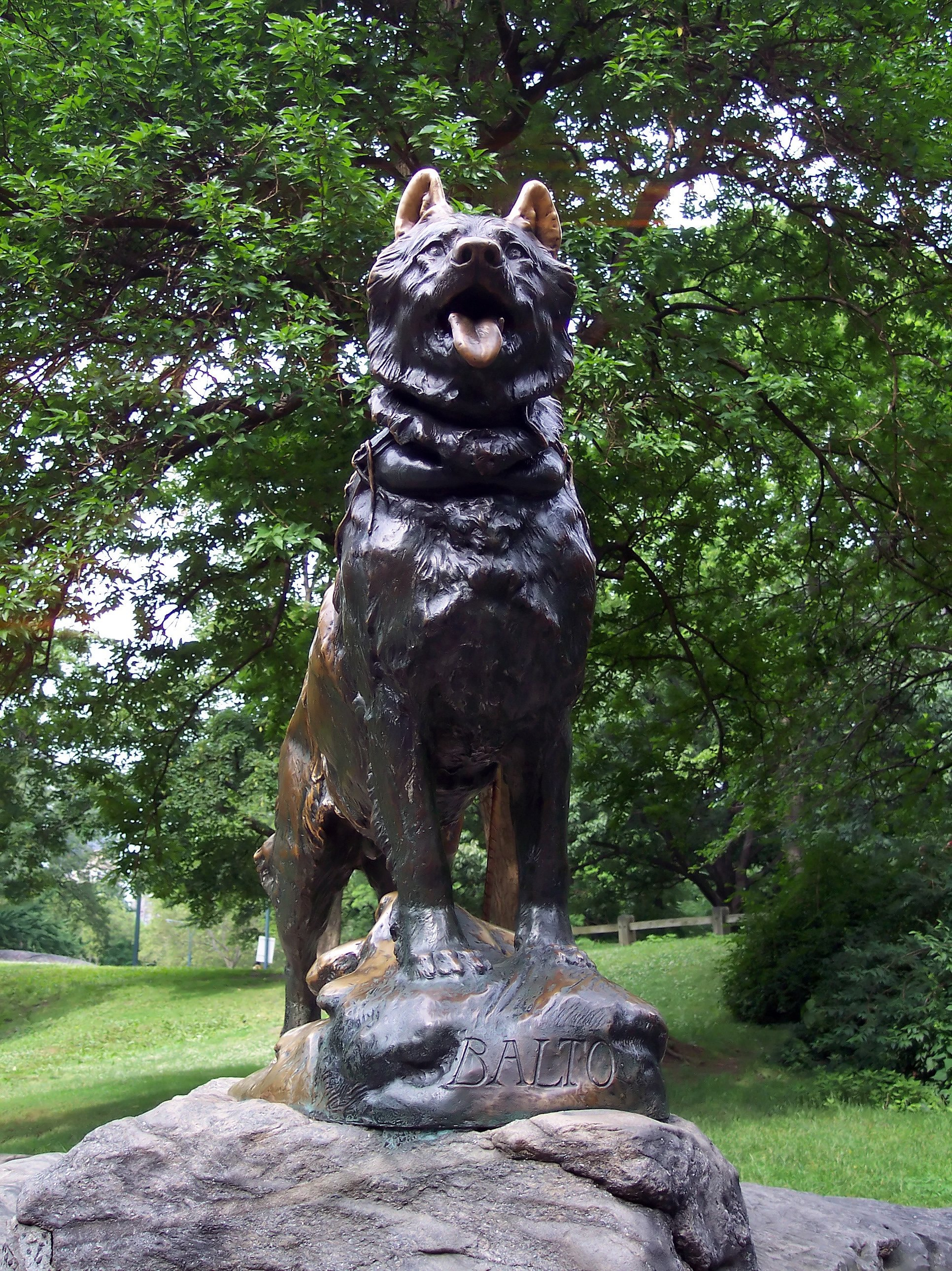
Baltos Statue im Central Park in New York

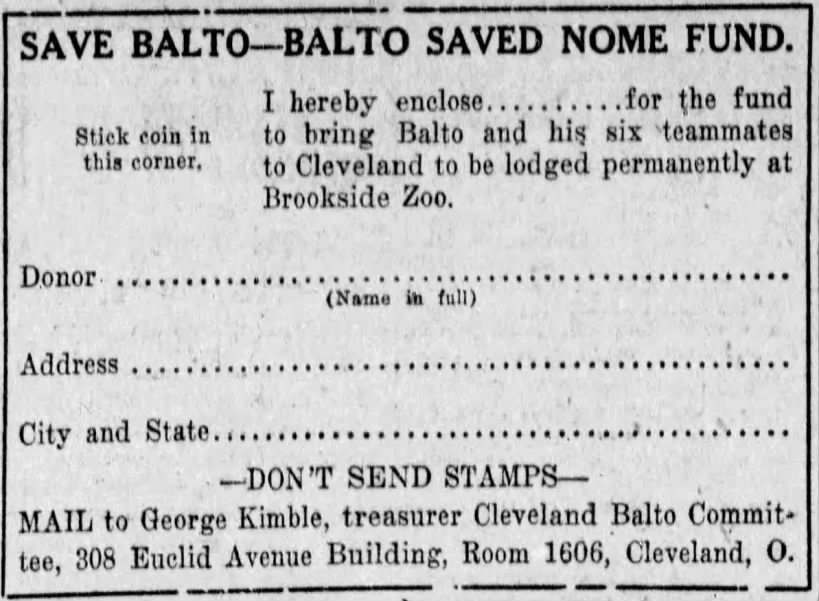
Aufruf für Spenden, um Balto und sechs weitere Hunde in den Zoo von Cleveland bringen zu können

Nach dem Rennen wurden Kaasen und Balto zu Stars. Die Presse stürzte sich auf die zwei und auch Präsident Calvin Coolidge lobte die Tat. Es gab allerdings auch Kritik: Namentlich Leonard Seppala, der eigentlich die schwierigste und längste Strecke zurückgelegt hatte, warf Kaasen vor, den ganzen Ruhm für sich zu beanspruchen. Togo, dem Leithund von Seppala, wurde erst später die gebührende Ehre erwiesen.
Der bekannte Bildhauer Frederick Roth schuf eine Statue von Balto, die in dessen Beisein am 17. Dezember 1925, nur 10 Monate nach der Heldentat, im Central Park in der Mitte von New York aufgestellt wurde.
Die Inschrift des Monuments lautet:

“Dedicated to the indomitable spirit of the sled dogs that relayed antitoxin six hundred miles over rough ice, across treacherous waters, through Arctic blizzards from Nenana to the relief of stricken Nome in the Winter of 1925
Endurance · Fidelity · Intelligence”

„Gewidmet dem unbeugsamen Willen der Schlittenhunde, der diese im Winter des Jahres 1925 ein Gegengift sechshundert Meilen über ruppiges Eis, durch tückische Gewässer und arktische Schneestürme von Nenana zur Linderung des geplagten Nome tragen ließ.
Ausdauer · Treue · Intelligenz“

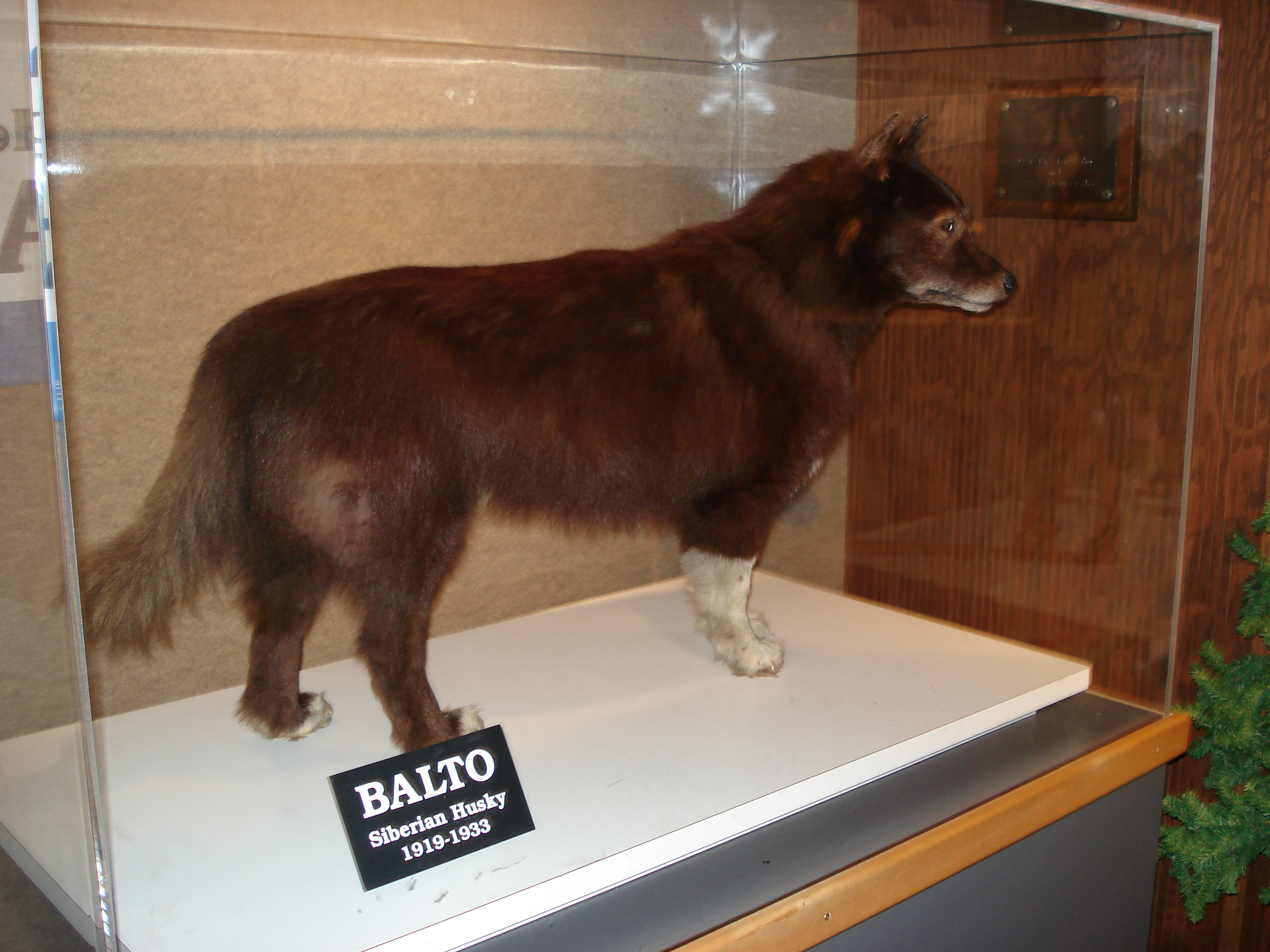
Balto im Museum von Cleveland

Die Zeit vom März 1927 bis zu seinem Tod 1933 verbrachte Balto im Zoo von Cleveland, Ohio. Hierzu war am 2. März 1927 ein entsprechender Spendenaufruf ergangen. Nach seinem Tod wurde er ausgestopft und ist seither die meiste Zeit im Cleveland Museum of Natural History zu sehen.
Am 22. Dezember 1995 feierte der Zeichentrickfilm Balto – Ein Hund mit dem Herzen eines Helden von Universal Pictures Premiere. Der Film basiert lose auf den Ereignissen von 1925. Daneben drehte Universal auch zwei Direct-to-DVD-Zeichentrickfilme über Balto.